# Depósitos de calcio
Los depósitos de calcio suceden en múltiples enfermedades y lesiones, estos depósitos son signos de una alteración importante y grave en la función del tejido. La calcificación sigue un proceso complejo en el que forman parte múltiples respuestas orgánicas hasta crear dichos depósitos cálcicos.
El calcio precipita frecuentemente en forma de fosfato y más raramente en forma de bicarbonato, finalmente el calcio formado en los tejidos puede llegar a formar hueso, y esto posteriormente provocar una lesión crónica en la zona afectada.
Existen varios tipos de calcificación, pudiendo ser propia del tejido, del metabolismo o de origen desconocido.
- Datos: Q5803325